# ألين كورتيس
ألين كورتيس (بالإنجليزية: Allen Curtis)‏ هو مخرج أمريكي، ولد في 1877 في نيويورك في الولايات المتحدة، وتوفي في 24 نوفمبر 1961 في هوليوود في الولايات المتحدة.

## وصلات خارجية
- ألين كورتيس على موقع IMDb (الإنجليزية)
- ألين كورتيس على موقع ألو سيني (الفرنسية)
- ألين كورتيس على موقع أول موفي (الإنجليزية)
- ألين كورتيس على موقع قاعدة بيانات الفيلم (الإنجليزية)
- ألين كورتيس على موقع كينوبويسك (الروسية)